# KBS韓民族放送
KBS韓民族放送（KBSかんみんぞくほうそう）は、韓国放送公社（KBS）が、反共宣伝を目的として実施している、周辺国同胞向国際放送である。

## 概説
1972年8月15日、「社会教育放送」（しゃかいきょういくほうそう）の名称で放送開始。「社会教育」が日本語の意味とは異なり善導・教化の意で用いられているが、金大中政権（1998年～2003年）以降は、社会教育放送から反共の性格が大幅に減らされている。2007年8月15日、現在の名称に改称される。
朝鮮語放送のみで、大韓民国、朝鮮民主主義人民共和国（北韓）、日本（在日韓国・朝鮮人）、中国の延辺朝鮮族自治州（朝鮮族）、ロシアの沿海州・樺太（サハリン）（高麗人）の各地に在住する韓国人（朝鮮人）が聴取者として位置付けられている。これと同趣旨は朝鮮民主主義人民共和国の国営放送である平壌放送でも同様に、北朝鮮から日本、韓国など近隣諸国同胞向けの朝鮮語番組を終日行っている。
放送内容はニュース解説が多いが、音楽番組では懐メロが多く、また離散家族の当事者や脱北者を対象にした番組があることも考えれば、聴取者が年輩であることが窺える。
なお、韓民族放送は公然放送であり、「反共宣伝」と言う目的は同じでも、地下放送である希望のこだま放送とは性格を異にする。

## チャンネルと周波数
チャンネルには、第一放送と第二放送がある。第一放送は韓国標準時（KST）※UTC+9の13:00から翌日9:00まで、第二放送は23:00から13:00まで放送されている。同一編成のため、放送時間が重複する時間帯は全てサイマル放送であり、後述のウェブラジオは実施的なインターネット限定である。

### 第一放送
| 放送時間（KST） | 周波数           |
| --------------- | ---------------- |
| 13:00-翌9:00    | 972kHz（750kW）  |
| 同上            | 6015kHz（100kW） |

※KST＝UTC+9

### 第二放送
| 放送時間（KST） | 周波数           |
| --------------- | ---------------- |
| 23:00-翌13:00   | 1170kHz（500kW） |

※KST＝UTC+9
- 電波は全北特別自治道金堤市、忠清南道唐津市、京畿道水原市のそれぞれの送信所から送信されている。
- 2007年1月には京畿道水原市にある華城送信所の短波による送信が一旦廃止されたが、2010年1月より、6015kHzで短波送信することとなり、100kW短波送信施設を復活。
- 第二放送の周波数は19:00 - 23:00までの間、KBSワールドラジオ（19時台は朝鮮語放送、20時台は日本語放送、21時台はロシア語放送、22時台は中国語放送）が放送されており、放送の前（19:00の数分前）にはアリランと国歌（愛国歌）が演奏される。相互放送のため、韓民族放送の編成には含まれていない。
- MBSラジオ（1179kHz）のすぐそばで第2放送（1170kHz）が強力な出力（500kW）で送信されている事情から日本の関西地方でも場所によって混信が起こっているケースがある。またKBS京都（1143kHz）との混信が起こっている地域もある。
- また開局時から少なくとも1980年代にかけて、KBS第1ラジオの国内向け放送（ソウル711KHz他）で、韓国時間の深夜から未明に同時生放送されたこともある。
- インターネットで24時間サイマル放送を実施している。KBSのウェブサイトまたはKBSラジオ専用アプリで聴取が可能。